# Casa da Esperança
A Casa da Esperança é uma organização não-governamental (ONG), fundada em Fortaleza em 1993. É notória por ter sido uma das primeiras associações de autismo fundada no Brasil.
Fundada pela médica e ativista Fátima Dourado com mais oito mulheres, a Casa da Esperança foi criada depois que dois de seus filhos, ambos autistas, foram excluídos da escola regular. Mais tarde, a organização foi ganhando projeção pelo atendimento de autistas e por participar do cenário geral do autismo no país, como eventos e palestras com nomes nacionais e internacionais, como Jim Sinclair e Ami Klin.
A Casa da Esperança também foi uma das primeiras associações de autismo no Brasil a fazer uso de recursos da internet, como sites informativos e até podcasts. O primeiro podcast sobre autismo do país foi a Rádio Autismo, produzido pela associação, de 2007. Em 2014, a organização também criou o Autismo Brasil Podcast, ativo até 2017. Por outro lado, a instituição sofreu com problemas financeiros ao longo do tempo. Estima-se que a associação, em 2019, acumulava R$ 4 milhões em dívidas.
Até meados de 2007, a Casa da Esperança era afiliada a Associação Brasileira de Autismo (Abra). Após divergências ideológicas entre membros da Casa e a Abra, ativistas ligados à Casa da Esperança fundaram a Associação Brasileira para Ação por Direitos das Pessoas Autistas (Abraça) em 2008.